# Рижский сельсовет (Курганская область)
Ри́жский сельсовет — упразднённые административно-территориальная единица и муниципальное образование со статусом сельского поселения в составе Шумихинского района Курганской области в связи с преобразованием района в Шумихинский муниципальный округ.
Административный центр — село Большая Рига.

## История
В соответствии с Законом Курганской области от 6 июля 2004 года № 419 сельсовет наделён статусом сельского поселения.

## Население
| 1989 | 2002  | 2010 | 2012 | 2013 | 2014 | 2015 |
| ---- | ----- | ---- | ---- | ---- | ---- | ---- |
| 1372 | ↘1126 | ↘808 | ↘791 | ↘751 | ↘737 | ↘726 |
| 2016 | 2017  | 2018 | 2019 | 2020 |      |      |
| ↘682 | ↘664  | ↘640 | ↘622 | ↘621 |      |      |

## Состав сельского поселения
| № | Населённый пункт | Тип населённого пункта       | Население |
| - | ---------------- | ---------------------------- | --------- |
| 1 | Антошкино        | деревня                      | ↘65       |
| 2 | Большая Рига     | село, административный центр | ↘713      |
| 3 | Назарово         | деревня                      | ↘30       |